# Éder Aleixo de Assis
|  | Per a altres significats, vegeu «Éder». |

Éder Aleixo de Assis, també conegut com a Éder o Éder Assis (Vespasiano, Minas Gerais, 25 de maig de 1957), és un exfutbolista brasiler.